# بخش مرکزی شهرستان اردل
بخش مرکزی شهرستان اردل، بخشی در شهرستان اردل واقع در استان چهارمحال و بختیاری است و براساس سرشماری مرکز آمار ایران در سال ۱۳۸۵، جمعیت آن ۵۱٬۹۶۰ تن (۱۱٬۱۶۳ خانوار) بوده‌است.